# Lịch sử hành chính Kiên Giang
Kiên Giang là một tỉnh cũ thuộc đồng bằng sông Cửu Long, miền Nam Việt Nam. Tỉnh nằm ở phía tây nam của Việt Nam. Phía bắc giáp tỉnh An Giang và thành phố Cần Thơ, phía nam giáp vịnh Thái Lan, phía đông giáp tỉnh Hậu Giang và tỉnh Cà Mau, phía tây giáp tỉnh Kampot của Vương quốc Campuchia.

## Sau năm 1975
Sau ngày 30 tháng 4 năm 1975, hai tỉnh Rạch Giá và Hà Tiên hợp nhất thành tỉnh Kiên Giang. Khi mới hợp nhất, tỉnh Kiên Giang có 9 đơn vị hành chính gồm thị xã Rạch Giá và 8 huyện: An Biên, Châu Thành, Giồng Riềng, Gò Quao, Hà Tiên, Phú Quốc, Tân Hiệp, Vĩnh Thuận.

### Năm 1978: Quyết định 125-CP
- Quyết định 125-CP[1] ngày 03 tháng 6 năm 1978 của Hội đồng Chính phủ về việc Quyết định 125-CP chia huyện Châu Thành, tỉnh Kiên Giang thành 2 huyện Hòn Đất và Châu Thành:

1. Huyện Hòn Đất gồm có các xã Nam Thái Sơn, Mỹ Lâm, Sóc Sơn của huyện Châu Thành cũ và xã Bình Sơn của huyện Hà Tiên cắt sang.
2. Huyện Châu Thành gồm có các xã Phi Thông, Mong Thọ, Giục Tường, Bình An, Minh Hòa, Vĩnh Hòa Hiệp và thị trấn Rạch Sỏi của huyện Châu Thành cũ cắt sang.

### Năm 1979: Quyết định 50-CP
- Quyết định 50-CP[2] ngày 17 tháng 2 năm 1979 của Hội đồng Chính phủ về việc điều chỉnh địa giới xã huộc các huyện Phú Quốc, An Biên và Hòn Đất, tỉnh Kiên Giang:
- Huyện Phú Quốc:

1. Chia xã Cửa Dương thành 2 xã lấy tên là xã Cửa Cạn và xã Cửa Dương.
2. Chia xã Dương Tơ thành 2 xã lấy tên là xã An Thới và xã Dương Tơ.
3. Đổi tên xã Hàm Ninh thành xã Bãi Bổn.

- Huyện An Biên

1. Chia xã Đông Yên thành 4 xã lấy tên là xã Hưng Yên, xã Đông Yên, xã Thạnh Yên và xã Vĩnh Yên.
2. Chia xã Tây Yên thành 2 xã lấy tên là xã Hòa Yên, xã Tây Yên, xã Nam Yên và xã Thuận Yên.
3. Chia xã Đông Thái thành 4 xã lấy tên là xã Đông Thái, xã Trung Thái, xã Bắc Thái và xã Nam Thái.
4. Chia xã Đông Hòa thành 4 xã lấy tên là xã Thuận Hòa, xã Nam Hòa, xã Đông Hòa và xã Tân Hóa.
5. Chia xã Đông Thạnh thành 2 xã lấy tên là xã Đông Thạnh và xã Tân Thạnh.
6. Chia xã Đông Hưng thành 3 xã lấy tên là xã Đông Hưng, xã Ngọc Hưng và xã Tân Hưng.
7. Chia xã Vân Khánh thành 2 xã lấy tên là xã Vân Khánh Đông và xã Khánh Vân.

- Huyện Hòn Đất:

1. Chia xã Nam Thái Sơn thành 5 xã lấy tên là xã Nam Thái Sơn, xã Hà Sơn, xã Thổ Sơn, xã Hải Sơn và xã Trung Sơn.

### Năm 1981: Quyết định 109-HĐBT
- Quyết định 109-HĐBT[3] ngày 10 tháng 10 năm 1981 của Hội đồng Bộ trưởng về việc phân vạch địa giới xã thuộc tỉnh Kiên Giang:
- Huyện Gò Quao

1. Chia xã Vĩnh Hòa Hưng thành bốn xã lấy tên là xã Vĩnh Hòa Hưng, xã Vĩnh Hòa Thạnh, xã Vĩnh Hòa Dũng và xã Vĩnh Hiệp Hòa.

- Huyện Giồng Riềng

1. Chia xã Ngọc Chúc thành ba xã lấy tên là xã Ngọc Chúc, xã Tân Bình Thành và xã Vĩnh Thuận Lợi.
2. Chia xã Thạnh Hưng thành bốn xã lấy tên là xã Thạnh Phước, xã Tân Nguyên, xã Hiệp Lộc và xã Thạnh Hưng.
3. Chia xã Thuận Hòa thành ba xã lấy tên là xã Thành Lợi, xã Hòa Thuận và xã Ngọc Hòa.
4. Chia xã Hòa Hưng thành ba xã lấy tên là xã Hòa An, xã Hòa Hưng và xã Hòa Lợi.

- Huyện Vĩnh Thuận

1. Chia xã Vĩnh Hòa thành ba xã lấy tên là xã Hòa Chánh, xã Vĩnh Hòa và xã Hòa Tiến.
2. Chia xã Vĩnh Bình Bắc thành hai xã lấy tên là xã Vĩnh Bình Bắc và xã Mai Thành Tâm.
3. Sáp nhập ấp Bình Minh Bắc của xã Vĩnh Bình Bắc vào xã Vĩnh Bình Nam cùng huyện.
4. Chia xã Vĩnh Bình Nam thành bốn xã lấy tên là xã Vĩnh Bình Nam, xã Bình Thành, xã Bình Điền và xã Bình Minh.
5. Chia xã Vĩnh Thuận thành bốn xã lấy tên là xã Vĩnh Thuận, xã Thuận Bắc, xã Thuận Nam và xã Thuận Tây.
6. Chia xã Vĩnh Phong thành ba xã lấy tên là xã Phong Đông, xã Vĩnh Phong và xã Phong Tây.

### Năm 1983: Quyết định 4-HĐBT
- Quyết định 4-HĐBT[4] ngày 14 tháng 1 năm 1983 của Hội đồng Bộ trưởng về việc thành lập huyện Kiên Hải, tỉnh Kiên Giang:

1. Thành lập huyện Kiên Hải gồm 6 xã: Nam Du, Bà Lụa, Hòa Đốc, Hòn Nghệ, Hòn Tre, Lai Sơn. Trụ sở của huyện đóng tại xã Hòn Nghệ.
2. Địa giới huyện Kiên Hải ở phía đông giáp thị xã Rạch Giá, phía tây giáp huyện Phú Quốc, phía nam giáp biển Đông, phía bắc giáp huyện Hà Tiên và tỉnh Kampot của Campuchia.

### Năm 1983: Quyết định 107-HĐBT
- Quyết định 107-HĐBT[5] ngày 27 tháng 9 năm 1983 của Hội đồng Bộ trưởng về việc phân vạch địa giới xã, phường thuộc tỉnh Kiên Giang:
- Huyện Gò Quao

1. Chia xã Vĩnh Tuy thành 3 xã lấy tên là xã Vĩnh Tuy, xã Vĩnh Thắng và xã Vĩnh Hùng.
2. Chia xã Thới Quản thành 2 xã lấy tên là xã Thới Quản và xã Thới An.
3. Chia xã Thủy Liễu thành 2 xã lấy tên là xã Thủy Liễu và xã Thủy Tiến.
4. Chia xã Định Hòa thành 2 xã lấy tên là xã Định Hòa và xã Định Thành.
5. Chia xã Định An thành 2 xã lấy tên là xã Định An và xã Tân Hòa Lợi.
6. Chia xã Vĩnh Phước thành 3 xã lấy tên là xã Vĩnh Phước, xã Phước Tân và xã Phước An.

- Huyện Giồng Riềng

1. Chia xã Long Thạnh thành 2 xã lấy tên là xã Long Thạnh và xã Long An.
2. Chia xã Thạnh Hòa thành 2 xã lấy tên là xã Thạnh Hòa và xã Thạnh Bình.
3. Chia xã Bàn Tân Định thành 2 xã lấy tên là xã Bàn Tân Định và xã Bàn Thạch.
4. Chia xã Vĩnh Thạnh thành 3 xã lấy tên là xã Vĩnh Thạnh, xã Vĩnh An Phú và xã Vĩnh Phước Hòa.

- Huyện Hòn Đất

1. Chia xã Bình Sơn thành hai xã lấy tên là xã Bình Sơn và xã Bình Giang.
2. Chia xã Mỹ Lâm thành 3 xã lấy tên là xã Mỹ Lâm, xã Mỹ Hiệp Sơn và xã Mỹ Phước.
3. Chia xã Sóc Sơn thành 4 xã lấy tên là xã Sóc Sơn, xã Sơn Hưng, xã Sơn Kiên và xã Sơn Thái.

- Huyện Châu Thành

1. Chia xã Bình An thành 3 xã lấy tên là xã Bình An, xã Bình Đô và xã Bình Thới.
2. Thành lập xã Hòa Đức trên cơ sở tách các ấp Minh Phong, Vĩnh Đằng của xã Vĩnh Hòa Hiệp và ấp Minh Đức, 1/2 ấp Minh Phú của xã Minh Hòa.
3. Chia xã Minh Hòa thành 3 xã lấy tên là xã Minh Hòa, xã Minh Hưng và xã Minh Thuận.
4. Chia xã Vinh Hòa Hiệp thành 2 xã lấy tên là xã Vĩnh Hòa Hiệp và xã Hòa Phú.
5. Chia xã Giục Tượng thành 2 xã lấy tên là xã Giục Tượng và xã Thành Tân.
6. Chia xã Mong Thọ thành 4 xã lấy tên là xã Mong Thọ, xã Thọ Ninh, xã Thọ Phước và xã Thọ Bình.
7. Chia xã Phi Thông thành 2 xã lấy tên là xã Phi Thông và xã Hưng Thạnh

- Thị xã Rạch Giá, huyện Châu Thành

1. Tách xã Phi Thông của huyện Châu Thành để sáp nhập vào thị xã Rạch Giá cùng tỉnh.

- Thị xã Rạch Giá

1. Chia phường Vĩnh Thanh Vân thành 2 phường lấy tên là phường Vĩnh Thanh Vân và phường Vĩnh Hòa.
2. Chia phường Vĩnh Lạc thành 3 phường lấy tên là phường Vĩnh Lạc, phường Vĩnh Bảo và phường An Lạc.
3. Chia phường An Hòa thành phường An Bình và xã An Hòa.
4. Chia phường Vĩnh Thanh thành phường Vĩnh Thanh và các xã Vĩnh Trung, xã Vĩnh Quang.
5. Chia phường Vĩnh Hiệp thành 2 xã lấy tên là xã Vĩnh Thông và xã Vĩnh Hiệp.

- Huyện Hà Tiên

1. Chuyển thị tứ Kiên Lương thành thị trấn Kiên Lương thuộc huyện Hà Tiên.

- Huyện Kiên Hải

1. Đổi tên xã Nam Du thành xã An Sơn.
2. Đổi tên xã Bà Lụa thành xã Sơn Hải.
3. Đổi tên xã Hòa Đốc thành xã Tiên Hải.

### Năm 1986: Quyết định 07-HĐBT
- Quyết định 07-HĐBT[6] ngày 13 tháng 1 năm 1986 của Hội đồng Bộ trưởng về việc chia huyện An Biên thuộc tỉnh Kiên Giang thành hai huyện lấy tên là huyện An Biên và huyện An Minh:
- Chia huyện An Biên thành hai huyện lấy tên là huyện An Biên và huyện An Minh:

1. Huyện An Minh có 12 đơn vị hành chính gồm 12 xã: Thuận Hòa, Nam Hòa, Đông Hòa, Tân Hòa, Tân Thạnh, Đông Thạnh, Ngọc Hưng, Đông Hưng, Tân Hưng, Vân Khánh, Vân Khánh Đông và Khánh Vân.
2. Huyện An Biên có 13 đơn vị hành chính gồm thị trấn Thứ Ba và 12 xã: Hòa Yên, Nam Yên, Tây Yên, Thuận Yên, Hưng Yên, Đông Yên, Thạnh Yên, Vĩnh Yên, Bắc Thái, Trung Thái, Nam Thái và Đông Thái.

### Năm 1988: Quyết định 92-HĐBT
- Quyết định 92-HĐBT[7] ngày 24 tháng 5 năm 1988 của Hội đồng Bộ trưởng về việc điều chỉnh địa giới huyện Châu Thành để mở rộng địa giới thị xã Rạch Giá; thành lập phường, xã, thị trấn thuộc thị xã Rạch Giá và các huyện Châu Thành, An Minh, Gò Quao, Hòn Đất, Vĩnh Thuận; điều chỉnh địa giới hành chính huyện Hà Tiên và huyện Kiên Hải, tỉnh Kiên Giang:
- Thị xã Rạch Giá, huyện Châu Thành

1. Tách thị trấn Rạch Sỏi của huyện Châu Thành để sáp nhập vào thị xã Rạch Giá cùng tỉnh.

- Thị xã Rạch Giá

1. Thành lập phường Rạch Sỏi thuộc thị xã Rạch Giá trên cơ sở toàn bộ diện tích tự nhiên và nhân khẩu của thị trấn Rạch Sỏi.
2. Giải thể phường An Lạc và 2 xã Vĩnh Quang và Vĩnh Trung để thành lập phường Nguyễn Trung Trực.
3. Giải thể 3 xã: Vĩnh Hiệp, An Hòa, Vĩnh Thông để thành lập 3 phường: Vĩnh Hiệp, An Hòa, Vĩnh Thông.

- Huyện An Biên

1. Hợp nhất xã Hòa Yên và xã Tây Yên thành một xã lấy tên là xã Tây Yên.
2. Hợp nhất xã Thuận Yên và xã Nam Yên thành một xã lấy tên là xã Nam Yên.
3. Hợp nhất xã Bắc Thái và xã Nam Thái thành một xã lấy tên là xã Nam Thái.

- Huyện An Minh

1. Giải thể các xã Tân Hòa, Nam Hòa, Tân Thạnh, Khánh Vân, Vân Khánh Đông, Tân Hưng để thành lập xã An Minh Tây và thị trấn Thứ Mười Một.

- Huyện An Biên, huyện An Minh

1. Thành lập xã An Minh Bắc thuộc huyện An Biên và chuyển xã này về huyện An Minh quản lý.

- Huyện Châu Thành

1. Giải thể các xã: Bình Đô, Bình Thới, Hòa Đức, Ninh Hưng, Ninh Thuận, Hòa Phú, Thành Tân, Thọ Ninh, Thọ Phước, Thọ Bình, Hưng Thạnh, Mong Thọ để thành lập thị trấn Minh Lương và các xã: Mong Thọ A, Mong Thọ B.

- Huyện Gò Quao

1. Giải thể các xã Vĩnh Thắng, Vĩnh Hùng, Thới An, Thủy Tiến, Định Thành, Tân Hòa Lợi, Vĩnh Hòa Hưng, Vĩnh Hòa Thạnh, Vĩnh Hòa Dũng, Vĩnh Hiệp Hòa, Phước Tân, Định Thành, Thới An để thành lập lập thị trấn Gò Quao và 2 xã: Vĩnh Hòa Hưng Bắc, Vĩnh Hòa Hưng Nam.

- Huyện Hòn Đất

1. Hợp nhất xã Bình Giang và xã Bình Sơn thành một xã lấy tên là xã Bình Sơn.
2. Hợp nhất xã Hà Sơn và Nam Thái Sơn thành một xã lấy tên là xã Nam Thái Sơn.
3. Hợp nhất xã Hải Sơn và xã Thổ Sơn thành một xã lấy tên là xã Thổ Sơn.
4. Hợp nhất xã Mỹ Lâm xã Sóc Sơn thành một xã lấy tên là xã Sóc Sơn.
5. Hợp nhất xã Sơn Hưng và Mỹ Phước thành một xã lấy tên là xã Mỹ Lâm.
6. Tách 4 ấp rưỡi của xã Thổ Sơn và 1 ấp của xã Nam Thái Sơn để thành lập một thị trấn lấy tên là thị trấn Hòn Đất.

- Huyện Vĩnh Thuận

1. Tách 1 ấp của xã Thuận Tây hợp với nửa nông trường Vĩnh Thuận để thành lập một xã lấy tên là xã Minh Thuận Nam.
2. Tách 1 ấp của xã Hòa Tiến hợp với nửa còn lại của nông trường Vĩnh Thuận để thành lập một xã lấy tên là xã xã Minh Thuận Đông.
3. Hợp nhất xã Hòa Chính và xã Vĩnh Hòa thành một xã lấy tên là xã Vĩnh Hòa.
4. Hợp nhất xã Mai Thành Tâm và xã Vĩnh Bình Bắc thành một xã lấy tên là xã Vĩnh Bình Bắc.
5. Hợp nhất xã Bình Thành, 1 ấp của xã Bình Điền và xã Vĩnh Bình Nam thành một xã lấy tên là xã xã Vĩnh Bình Nam.
6. Hợp nhất xã Phong Đông, xã Phong Tây và xã Vĩnh Phong thành một xã lấy tên là xã Vĩnh Phong.
7. Hợp nhất 6 ấp còn lại của xã Thuận Tây và xã Thuận Nam thành một xã lấy tên là xã Vĩnh Thuận.
8. Hợp nhất xã Thuận Bắc, 6 ấp của xã Vĩnh Thuận cũ và 2 ấp của xã Bình Điền thành một xã lấy tên là xã Tân Thuận.
9. Sáp nhập 6 ấp của xã Vĩnh Thuận cũ vào xã Hòa Tiến.
10. Hợp nhất hai xã Vĩnh Thái, xã Bình Minh và 2 ấp còn lại của xã Bình Điền thành một xã lấy tên là xã Bình Minh.
11. Sáp nhập 1 ấp còn lại của xã Vĩnh Thuận cũ vào thị trấn Vĩnh Thuận.

- Huyện Hà Tiên, huyện Kiên Hải

1. Chuyển xã Tiên Hải thuộc huyện Kiên Hải về huyện Hà Tiên quản lý.
2. Huyện Hà Tiên có 11 đơn vị hành chính gồm 2 thị trấn: Hà Tiên, Kiên Lương và 9 xã: Vĩnh Điều, Tân Khánh Hòa, Phú Mỹ, Mỹ Đức, Tiên Hải, Thuận Yên, Hòa Điền, Dương Hòa, Bình An.
3. Huyện Kiên Hải có 5 đơn vị hành chính gồm 5 xã: An Sơn, Sơn Hải, Hòn Nghệ, Hòn Tre, Lai Sơn.

### Năm 1991: Quyết định số 288-TCCP
- Quyết định số 288-TCCP[8] ngày 31 tháng 5 năm 1991 của Ban Tổ chức Chính phủ về việc điều chỉnh địa giới một số xã, phường thuộc thị xã Rạch Giá và các huyện An Minh, Giồng Riềng, Vĩnh Thuận, tỉnh Kiên Giang:
- Thị xã Rạch Giá

1. Sáp nhập phường An Bình vào phường An Hòa.
2. Sáp nhập phường Vĩnh Bảo vào phường Vĩnh Lạc.
3. Sáp nhập phường Vĩnh Hòa vào phường Nguyễn Trung Trực.
4. Sáp nhập phường Vĩnh Thông vào phường Vĩnh Hiệp.

- Huyện An Minh

1. Sáp nhập xã Ngọc Hưng vào xã Đông Hưng.
2. Giải thể xã An Minh Tây, nhập địa bàn vào các xã Đông Hưng và Đông Thạnh.

- Huyện Giồng Riềng

1. Sáp nhập hai xã Tân Bình Thành và Vĩnh Thuận Lợi vào xã Ngọc Chúc.
2. Sáp nhập ba xã Thạnh Phước, Tân Nguyên và Hiệp Lộc vào xã Thạnh Hưng.
3. Sáp nhập hai xã Thành Lợi và Ngọc Hòa vào xã Hòa Thuận.
4. Sáp nhập hai xã Hòa An và Hòa Lợi vào xã Hòa Hưng.
5. Sáp nhập xã Long An vào xã Long Thạnh.
6. Sáp nhập xã Bàn Thạch vào xã Bàn Tân Định.
7. Sáp nhập hai xã Vĩnh An Phú và Vĩnh Phước Hòa vào xã Vĩnh Thạnh.

- Huyện Vĩnh Thuận

1. Sáp nhập xã Tân Thuận vào xã Vĩnh Thuận.
2. Hợp nhất hai xã Minh Thuận Đông và Minh Thuận Nam thành xã Minh Thuận.
3. Giải thể xã Bình Minh, nhập địa bàn vào các xã Vĩnh Hòa, Vĩnh Bình Nam, Vĩnh Bình Bắc.

### Năm 1993: Nghị định 19-CP
- Nghị định 19-CP[9] ngày 24 tháng 4 năm 1993 của Chính phủ điều chỉnh địa giới xã, phường thuộc thị xã Rạch Giá và huyện Phú Quốc, tỉnh Kiên Giang:
- Thị xã Rạch Giá

1. Sáp nhập phường Nguyễn Trung Trực vào phường Vĩnh Thanh.

- Huyện Phú Quốc

1. Thành lập xã Thổ Châu trên cơ sở khu vực quần đảo Thổ Châu (hay còn có tên gọi khác là quần đảo Thổ Chu).
2. Thành lập xã Bãi Thơm trên cơ sở điều chỉnh một phần diện tích tự nhiên và nhân khẩu của các xã Cửa Cạn và Hàm Ninh.
3. Đổi tên xã Bãi Bổn thành xã Hàm Ninh (lấy lại tên cũ).

### Năm 1997: Nghị định 23-CP
- Nghị định 23-CP[10] ngày 18 tháng 3 năm 1997 của Chính phủ về việc điều chỉnh địa giới hành chính và thành lập một số xã, phường thuộc tỉnh Kiên Giang:

1. Thành lập phường Vĩnh Thông thuộc Rạch Giá trên cơ sở 1.518,56 ha diện tích tự nhiên và 7.151 nhân khẩu của xã Phi Thông.
  1. Xã Phi Thông sau khi điều chỉnh địa giới hành chính có 3.836,71 ha diện tích tự nhiên và 10.375 nhân khẩu.
2. Thành lập xã Bình Giang thuộc huyện Hòn Đất trên cơ sở 12.793 ha diện tích tự nhiên và 8.434 nhân khẩu của xã Bình Sơn.
  1. Xã Bình Sơn sau khi điều chỉnh địa giới hành chính có 20. 407 ha diện tích tự nhiên và 10.246 nhân khẩu.
3. Thành lập xã Thạnh Trị thuộc huyện Tân Hiệp trên cơ sở 4.117,56 ha diện tích tự nhiên và 10.294 nhân khẩu của xã Thạnh Đông A.
  1. Xã Thạnh Đông A sau khi điều chỉnh địa giới hành chính có 4.603,61 ha diện tích tự nhiên và 19.697 nhân khẩu.
4. Thành lập xã Thạnh Đông thuộc huyện Tân Hiệp trên cơ sở 5.438,06 ha diện tích tự nhiên và 15.169 nhân khẩu của xã Thạnh Đông B.
  1. Xã Thạnh Đông B sau khi điều chỉnh địa giới hành chính có 5.501,88 ha diện tích tự nhiên và 18.976 nhân khẩu.
5. Thành lập xã Thạnh Lộc thuộc huyện Châu Thành trên cơ sở 2.907,21 ha diện tích tự nhiên và 11.119 nhân khẩu của xã Mong Thọ A.
  1. Xã Mong Thọ A sau khi điều chỉnh địa giới hành chính có 3.461,76 ha diện tích tự nhiên và 9.658 nhân khẩu.
6. Thành lập xã Thạnh Phước thuộc huyện Giồng Riềng trên cơ sở 4.483 ha diện tích tự nhiên và 8.980 nhân khẩu của xã Thạnh Hưng.
  1. Thành lập xã Thạnh Phước thuộc huyện Giồng Riềng trên cơ sở 4.483 ha diện tích tự nhiên và 8.980 nhân khẩu của xã Thạnh Hưng.
7. Thành lập xã Thạnh Lộc thuộc huyện Giồng Riềng trên cơ sở 4.673 ha diện tích tự nhiên và 9.576 nhân khẩu của xã Thạnh Hưng.
  1. Xã Thạnh Hưng sau khi điều chỉnh địa giới hành chính có 5.035 ha diện tích tự nhiên và 11.695 nhân khẩu.
8. Thành lập xã Hòa Lợi thuộc huyện Giồng Riềng trên cơ sở 4.020 ha diện tích tự nhiên và 6.951 nhân khẩu của xã Hòa Hưng.
9. Thành lập xã Hòa An thuộc huyện Giồng Riềng trên cơ sở 3.010 ha diện tích tự nhiên và 7.658 nhân khẩu của xã Hoà Hưng.
  1. Xã Hoà Hưng sau khi điều chỉnh địa giới hành chính có 4.210 ha diện tích tự nhiên và 8.535 nhân khẩu.
10. Chia xã Vĩnh Phước thuộc huyện Gò Quao thành hai xã Vĩnh Phước A và Vĩnh Phước B.
  1. Xã Vĩnh Phước A có 4.198 ha diện tích tự nhiên và 9.899 nhân khẩu.
  2. Xã Vĩnh Phước B có 2.822 ha diện tích tự nhiên và 9.835 nhân khẩu.
11. Thành lập xã Nam Thái A thuộc huyện An Biên trên cơ sở 3.538 ha diện tích tự nhiên và 8.108 nhân khẩu của xã Nam Thái.
  1. Xã Nam Thái sau khi điều chỉnh địa giới hành chính có 4.683 ha diện tích tự nhiên và 12.187 nhân khẩu.
12. Thành lập xã Tây Yên A thuộc huyện An Biên trên cơ sở 3.313 ha diện tích tự nhiên và 10.818 nhân khẩu của xã Tây Yên.
  1. Xã Tây Yên sau khi điều chỉnh địa giới hành chính có 4.458 ha diện tích tự nhiên và 14.374 nhân khẩu.
13. Thành lập xã Đông Hưng A thuộc huyện An Minh trên cơ sở 3.364 ha diện tích tự nhiên và 7.091 nhân khẩu của xã Đông Hưng.
14. Thành lập xã Đông Hưng B thuộc huyện An Minh trên cơ sở 8.311,99 ha diện tích tự nhiên và 10.150 nhân khẩu của xã Đông Hưng.
  1. Xã Đông Hưng sau khi điều chỉnh địa giới hành chính có 4.824,01 ha diện tích tự nhiên và 6.884 nhân khẩu.
15. Thành lập xã Tân Thuận thuộc huyện Vĩnh Thuận trên cơ sở 4.033 ha diện tích tư nhiên và 10.164 nhân khẩu của xã Vĩnh Thuận.
  1. Xã Vĩnh Thuận sau khi điều chỉnh địa giới hành chính có 5.091 ha diện tích tự nhiên và 11.986 nhân khẩu.
16. Thành lập xã Gành Dầu thuộc huyện Phú Quốc trên cơ sở 8.701 ha diện tích tự nhiên và 2.134 nhân khẩu của xã Cửa Cạn.
  1. Xã Cửa Cạn sau khi điều chỉnh địa giới hành chính có 5.986 ha diện tích tự nhiên và 1.149 nhân khẩu.

### Năm 1998: Nghị định 47/1998/NĐ-CP
- Nghị định 47/1998/NĐ-CP[11] ngày 08 tháng 7 năm 1998 của Chính phủ về việc thành lập thành lập thị xã Hà Tiên thuộc tỉnh Kiên Giang và thành lập các phường thuộc thị xã Hà Tiên:

1. Thành lập thị xã Hà Tiên thuộc tỉnh Kiên Giang trên cơ sở toàn bộ diện tích và dân số của thị trấn Hà Tiên, xã Thuận Yên (trừ 2.732 ha diện tích tự nhiên và 3.302 nhân khẩu giao về xã Phú Mỹ quản lý), xã Mỹ Đức và xã Tiên Hải thuộc huyện Hà Tiên.
2. Thị xã Hà Tiên có 8.573,39 ha diện tích tự nhiên và 34.541 nhân khẩu.
3. Địa giới thị xã Hà Tiên: Đông giáp huyện Hà Tiên; Tây và Nam giáp biển; Bắc giáp biên giới Việt Nam - Campuchia.
4. Thành lập 4 phường thuộc thị xã Hà Tiên trên cơ sở thị trấn Hà Tiên (cũ) và 618 ha diện tích tự nhiên, 1.116 nhân khẩu của xã Mỹ Đức cụ thể như sau:
  1. Thành lập phường Bình San trên cơ sở 148,55 ha diện tích tự nhiên và 5.698 nhân khẩu.
  2. Thành lập phường Đông Hồ trên cơ sở 1.571,64 ha diện tích tự nhiên và 8.360 nhân khẩu.
  3. Thành lập phường Tô Châu trên cơ sở 247,2 ha diện tích tự nhiên và 4.273 nhân khẩu.
  4. Thành lập phường Pháo Đài trên cơ sở 805 ha diện tích tự nhiên và 6.507 nhân khẩu.
  5. Xã Mỹ Đức có 1.632 ha diện tích tự nhiên và 3.302 nhân khẩu.

- Sau khi điều chỉnh địa giới hành chính để thành lập thị xã Hà Tiên:

1. Huyện Hà Tiên có 89.548,5 ha diện tích tự nhiên và 62.162 nhân khẩu, gồm 6 xã và 1 thị trấn.
2. Xã Phú Mỹ thuộc huyện Hà Tiên có 15.037,5 ha diện tích tự nhiên và 4.584 nhân khẩu.

### Năm 1999: Nghị định 28/1999/NĐ-CP
- Nghị định 28/1999/NĐ-CP[12] ngày 24 tháng 4 năm 1999 của Chính phủ về việc đổi tên huyện Hà Tiên thành huyện Kiên Lương, tỉnh Kiên Giang:

1. Đổi tên huyện Hà Tiên thuộc tỉnh Kiên Giang thành huyện Kiên Lương.

### Năm 2000: Nghị định 33/2000/NĐ-CP
- Nghị định 33/2000/NĐ-CP[13] ngày 17 tháng 8 năm 2000 của Chính phủ về việc điều chỉnh địa giới hành chính huyện Kiên Hải và huyện Kiên Lương, tỉnh Kiên Giang:

1. Chuyển xã Hòn Nghệ và xã Sơn Hải thuộc huyện Kiên Hải về huyện Kiên Lương quản lý.

- Sau khi điều chỉnh địa giới hành chính:

1. Huyện Kiên Lương có 7 đơn vị hành chính gồm thị trấn Kiên Lương và 8 xã: Vĩnh Điều, Tân Khánh Hòa, Phú Mỹ, Hòa Điền, Dương Hòa, Bình An, Hòn Nghệ, Sơn Hải.
2. Huyện Kiên Hải có 3 đơn vị hành chính gồm 3 xã: An Sơn, Hòn Tre, Lai Sơn.

### Năm 2001: Nghị định 84/2001/NĐ-CP
- Nghị định 84/2001/NĐ-CP[14] ngày 14 tháng 11 năm 2001 về việc thành lập các xã, phường thuộc các huyện Gò Quao, An Minh, Tân Hiệp, Giồng Riềng và thị xã Rạch Giá, tỉnh Kiên Giang:

1. Thành lập xã Vĩnh Thắng thuộc huyện Gò Quao trên cơ sở 3.383 ha diện tích tự nhiên và 10.325 nhân khẩu xã Vĩnh Tuy.
  1. Sau khi điều chỉnh địa giới hành chính để thành lập xã Vĩnh Thắng, xã Vĩnh Tuy còn lại 3.442 ha diện tích tự nhiên và 10.905 nhân khẩu.
2. Thành lập xã Vân Khánh Đông thuộc huyện An Minh trên cơ sở 4.001 ha diện tích tự nhiên và 7.169 nhân khẩu xã Vân Khánh.
3. Thành lập xã Vân Khánh Tây thuộc huyện An Minh trên cơ sở 4.641 ha diện tích tự nhiên và 6.339 nhân khẩu của xã Vân Khánh.
  1. Sau khi điều chỉnh địa giới hành chính để thành lập 2 xã Vân Khánh Đông và Vân Khánh Tây, xã Vân Khánh còn lại 6.240 ha diện tích tự nhiên và 10.263 nhân khẩu.
4. Thành lập xã Tân Thành thuộc huyện Tân Hiệp trên cơ sở 3.386,31 ha diện tích tự nhiên và 10.443 nhân khẩu của xã Tân Hội.
  1. Sau khi điều chỉnh địa giới hành chính để thành lập xã Tân Thành, xã Tân Hội còn lại 4.390,63 ha diện tích tự nhiên và 12.859 nhân khẩu.
5. Thành lập xã Ngọc Thành thuộc huyện Giồng Riềng trên cơ sở 2.397 ha diện tích tự nhiên và 8.039 nhân khẩu của xã Ngọc Chúc.
6. Thành lập xã Ngọc Thuận thuộc huyện Giồng Riềng trên cơ sở 3.739 ha diện tích tự nhiên và 8.540 nhân khẩu của xã Ngọc Chúc.
  1. Sau khi điều chỉnh địa giới hành chính thành lập 2 xã Ngọc Thành và Ngọc Thuận, xã Ngọc Chúc còn lại 2.677 ha diện tích tự nhiên và 10.896 nhân khẩu.
7. Thành lập xã Bàn Thạch thuộc huyện Giồng Riềng trên cơ sở 2.106,4 ha diện tích tự nhiên và 9.663 nhân khẩu của xã Bàn Tân Định.
  1. Sau khi điều chỉnh địa giới hành chính thành lập xã Bàn Thạch, xã Bàn Tân Định còn lại 3.289,3 ha diện tích tự nhiên và 11.364 nhân khẩu.
8. Thành lập phường Vĩnh Quang thuộc thị xã Rạch Giá trên cơ sở 1.064,8 ha diện tích tự nhiên và 18.449 nhân khẩu của phường Vĩnh Thanh.
  1. Sau khi điều chỉnh địa giới hành chính thành lập phường Vĩnh Quang, phường Vĩnh Thanh còn lại 82,2 ha diện tích tự nhiên và 24.762 nhân khẩu.
9. Thành lập phường Vĩnh Lợi thuộc thị xã Rạch Giá trên cơ sở 398,4 ha diện tích tự nhiên và 7.659 nhân khẩu của phường Rạch Sỏi.
  1. Sau khi điều chỉnh địa giới hành chính thành lập phường Vĩnh Lợi, phường Rạch Sỏi còn lại 541,6 ha diện tích tự nhiên và 15.701 nhân khẩu.

### Năm 2003: Nghị định 10/2003/NĐ-CP
- Nghị định 10/2003/NĐ-CP[15] ngày 11 tháng 2 năm 2003 của Chính phủ về việc điều chỉnh địa giới hành chính lập xã phường thị trấn thuộc các huyện Vĩnh Thuận, Kiên Lương, Phú Quốc, Hòn Đất và thị xã Rạch Giá, tỉnh Kiên Giang:

1. Thành lập xã Hòa Chánh thuộc huyện Vĩnh Thuận trên cơ sở 4.255,3 ha diện tích tự nhiên và 10.195 nhân khẩu của xã Vĩnh Hòa.
  1. Sau khi thành lập xã Hòa Chánh, xã Vĩnh Hòa còn lại 3.027,7 ha diện tích tự nhiên và 9.286 nhân khẩu.
2. Giao toàn bộ 3 ấp (Ba Hòn, Hòa Lập, Xà Ngách) thuộc xã Dương Hòa, huyện Kiên Lương với 1.910,6 ha diện tích tự nhiên và 8.539 nhân khẩu về thị trấn Kiên Lương quản lý.
3. Thành lập xã Kiên Bình thuộc huyện Kiên Lương trên cơ sở 17.910,6 ha diện tích tự nhiên và 5.638 nhân khẩu của thị trấn Kiên Lương.
  1. Sau khi thành lập xã Kiên Bình, thị trấn Kiên Lương còn lại 3.500 ha diện tích tự nhiên và 24.287 nhân khẩu.
4. Thành lập thị trấn An Thới thuộc huyện Phú Quốc trên cơ sở 2.691 ha diện tích tự nhiên và 15.573 nhân khẩu của xã An Thới.
5. Thành lập xã Hòn Thơm thuộc huyện Phú Quốc trên cơ sở toàn bộ diện tích tự nhiên và dân số còn lại của xã An Thới.
6. Thành lập xã Mỹ Phước thuộc huyện Hòn Đất trên cơ sở 4.279,89 ha diện tích tự nhiên và 6.384 nhân khẩu của xã Mỹ Lâm.
  1. Sau khi thành lập xã Mỹ Phước, xã Mỹ Lâm còn lại 3.988,47 ha diện tích tự nhiên và 16.039 nhân khẩu.
7. Thành lập phường Vĩnh Bảo thuộc thị xã Rạch Giá trên cơ sở 77,38 ha diện tích tự nhiên và 17.789 nhân khẩu của phường Vĩnh Lạc.
  1. Sau khi thành lập phường Vĩnh Bảo, phường Vĩnh Lạc còn lại 174,62 ha diện tích tự nhiên và 16.002 nhân khẩu.

### Năm 2004: Nghị định 11/2004/NĐ-CP
- Nghị định 11/2004/NĐ-CP[16] ngày 08 tháng 1 năm 2004 của Chính phủ về việc thành lập xã, phường, thị trấn thuộc các huyện Hòn Đất, An Biên, Tân Hiệp và thị xã Rạch Giá, tỉnh Kiên Giang:

1. Thành lập phường An Bình thuộc thị xã Rạch Giá trên cơ sở 479,75 ha diện tích tự nhiên và 13.794 nhân khẩu của phường An Hòa.
  1. Sau khi thành lập phường An Bình, phường An Hòa còn lại 447,25 ha diện tích tự nhiên và 17.099 nhân khẩu.
2. Thành lập thị trấn Sóc Sơn thuộc huyện Hòn Đất trên cơ sở 2.206,88 ha diện tích tự nhiên và 15.082 nhân khẩu của xã Sóc Sơn.
3. Sau khi thành lập thị trấn Sóc Sơn, xã Sóc Sơn còn lại 3.762,25 ha diện tích tự nhiên và 7.320 nhân khẩu. Đổi tên xã Sóc Sơn thành xã Mỹ Thuận.
4. Thành lập xã Thạnh Yên A thuộc huyện An Biên trên cơ sở 2.388,90 ha diện tích tự nhiên và 7.359 nhân khẩu của xã Thạnh Yên.
  1. Sau khi thành lập xã Thạnh Yên A, xã Thạnh Yên còn lại 3.007,90 ha diện tích tự nhiên và 9.969 nhân khẩu.
5. Thành lập xã Tân An thuộc huyện Tân Hiệp trên cơ sở 3.415,50 ha diện tích tự nhiên và 8.234 nhân khẩu của xã Tân Hiệp A.
  1. Sau khi thành lập xã Tân An, xã Tân Hiệp A còn lại 3.801,40 ha diện tích tự nhiên và 13.153 nhân khẩu.

### Năm 2005: Nghị định 15/2005/NĐ-CP
- Nghị định 15/2005/NĐ-CP[17] ngày 07 tháng 2 năm 2005 của Chính phủ về việc điều chỉnh địa giới hành chính, thành lập xã thuộc các huyện Tân Hiệp, Kiên Lương, Hòn Đất và Châu Thành, tỉnh Kiên Giang:

1. Điều chỉnh 434,71 ha diện tích tự nhiên và 1.232 nhân khẩu của xã Thạnh Đông thuộc huyện Tân Hiệp, 2.671,19 ha diện tích tự nhiên và 13.233 nhân khẩu của xã Thạnh Đông B thuộc huyện Tân Hiệp về thị trấn Tân Hiệp quản lý.
  1. Thị trấn Tân Hiệp có 3.217,20 ha diện tích tự nhiên và 19.929 nhân khẩu.
  2. Xã Thạnh Đông còn lại 5.010,83 ha diện tích tự nhiên và 16.885 nhân khẩu.
  3. Xã Thạnh Đông B còn lại 2.871,16 ha diện tích tự nhiên và 8.180 nhân khẩu.
2. Thành lập xã Phú Lợi thuộc huyện Kiên Lương trên cơ sở 4.697 ha diện tích tự nhiên và 3.693 nhân khẩu của xã Phú Mỹ.
  1. Sau khi thành lập xã Phú Lợi, xã Phú Mỹ còn lại 10.151 ha diện tích tự nhiên và 4.591 nhân khẩu.
3. Thành lập xã Vĩnh Phú thuộc huyện Kiên Lương trên cơ sở 12.366,07 ha diện tích tự nhiên và 7.426 nhân khẩu của xã Vĩnh Điều.
  1. Sau khi thành lập xã Vĩnh Phú, xã Vĩnh Điều còn lại 9.765,18 ha diện tích tự nhiên và 3.637 nhân khẩu.
4. Thành lập xã Lình Huỳnh thuộc huyện Hòn Đất trên cơ sở 2.174,83 ha diện tích tự nhiên và 6.999 nhân khẩu của xã Thổ Sơn.
  1. Sau khi thành lập xã Lình Huỳnh, xã Thổ Sơn còn lại 5.920,17 ha diện tích tự nhiên và 11.096 nhân khẩu.
5. Thành lập xã Mỹ Thái thuộc huyện Hòn Đất trên cơ sở 5.935 ha diện tích tự nhiên và 5.124 nhân khẩu của xã Nam Thái Sơn.
  1. Sau khi thành lập xã Mỹ Thái, xã Nam Thái Sơn còn lại 18.175 ha diện tích tự nhiên và 7.103 nhân khẩu.
6. Thành lập xã Vĩnh Hòa Phú thuộc huyện Châu Thành trên cơ sở 2.668,58 ha diện tích tự nhiên và 11.237 nhân khẩu của xã Vĩnh Hòa Hiệp.
  1. Sau khi thành lập xã Vĩnh Hòa Phú, xã Vĩnh Hòa Hiệp còn lại 1.517,31 ha diện tích tự nhiên và 14.074 nhân khẩu.

### Năm 2005: Nghị định 97/2005/NĐ-CP
- Nghị định 97/2005/NĐ-CP[18] ngày 26 tháng 7 năm 2005 của Chính phủ về việc thành lập thành phố Rạch Giá thuộc tỉnh Kiên Giang; điều chỉnh địa giới hành chính xã thuộc các huyện Gò Quao, An Minh, Châu Thành, Kiên Hải, Giồng Riềng, tỉnh Kiên Giang:

1. Thành lập thành phố Rạch Giá thuộc tỉnh Kiên Giang trên cơ sở toàn bộ diện tích tự nhiên, dân số của thị xã Rạch Giá.
  1. Thành phố Rạch Giá có 9775,42 ha diện tích tự nhiên và 205.660 nhân khẩu, gồm 12 đơn vị hành chính trực thuộc là các phường: Vĩnh Thanh Vân, Vĩnh Thanh, Vĩnh Lạc, Vĩnh Bảo, Vĩnh Lợi, Vĩnh Quang, An Hòa, An Bình, Rạch Sỏi, Vĩnh Thông, Vĩnh Hiệp và xã Phi Thông.
  2. Địa giới hành chính thành phố Rạch Giá: Đông giáp các huyện Tân Hiệp, Châu Thành; Tây giáp biển Đông; Nam giáp các huyện Châu Thành, An Biên; Bắc giáp các huyện: Hòn Đất, Tân Hiệp.
2. Điều chỉnh 280 ha diện tích tự nhiên và 1.230 nhân khẩu của xã Vĩnh Phước B thuộc huyện Gò Quao về thị trấn Gò Quao quản lý.
  1. Thị trấn Gò Quao có 1.954 ha diện tích tự nhiên và 9.892 nhân khẩu.
  2. Xã Vĩnh Phước B còn lại 2.754,91 ha diện tích tự nhiên và 8.156 nhân khẩu.
3. Thành lập xã Tân Thạnh thuộc huyện An Minh trên cơ sở 3.956 ha diện tích tự nhiên và 10.939 nhân khẩu của xã Đông Thạnh.
  1. Sau khi thành lập xã Tân Thạnh, xã Đông Thạnh còn lại 5.432 ha diện tích tự nhiên và 12.641 nhân khẩu.
4. Thành lập xã Mong Thọ thuộc huyện Châu Thành trên cơ sở 1.480,42 ha diện tích tự nhiên và 7.938 nhân khẩu của xã Mong Thọ B.
  1. Sau khi thành lập xã Mong Thọ, xã Mong Thọ B còn lại 1.900,58 ha diện tích tự nhiên và 13.608 nhân khẩu.
5. Thành lập xã Nam Du thuộc huyện Kiên Hải trên cơ sở 440 ha diện tích tự nhiên và 5.484 nhân khẩu của xã An Sơn.
  1. Sau khi thành lập xã Nam Du, xã An Sơn còn lại 675 ha diện tích tự nhiên và 8.033 nhân khẩu.
6. Thành lập xã Ngọc Hòa thuộc huyện Giồng Riềng trên cơ sở 3.009,68 ha diện tích tự nhiên và 11.170 nhân khẩu của xã Hòa Thuận.
  1. Sau khi thành lập xã Ngọc Hòa, xã Hòa Thuận còn lại 4.312,62 ha diện tích tự nhiên và 16.500 nhân khẩu.
7. Thành lập xã Vĩnh Phú thuộc huyện Giồng Riềng trên cơ sở 2.730 ha diện tích tự nhiên và 4.968 nhân khẩu của xã Vĩnh Thạnh.
  1. Sau khi thành lập xã Vĩnh Phú, xã Vĩnh Thạnh còn lại 2.470 ha diện tích tự nhiên và 9.563 nhân khẩu.

### Năm 2007: Nghị định 58/2007/NĐ-CP
- Nghị định 58/2007/NĐ-CP[19] ngày 06 tháng 4 năm 2007 của Chính phủ về việc điều chỉnh địa giới hành chính các huyện An Biên, An Minh, Vĩnh Thuận để thành lập huyện U Minh Thượng; thành lập xã thuộc các huyện Vĩnh Thuận, Kiên Lương, Hòn Đất, tỉnh Kiên Giang:

1. Thành lập huyện U Minh Thượng trên cơ sở điều chỉnh 7.135,82 ha diện tích tự nhiên và 18.843 nhân khẩu (gồm toàn bộ diện tích tự nhiên và nhân khẩu của các xã: Thạnh Yên, Thạnh Yên A) thuộc huyện An Biên; 13.376,67 ha diện tích tự nhiên và 10.877 nhân khẩu (gồm toàn bộ diện tích tự nhiên và nhân khẩu của xã An Minh Bắc) thuộc huyện An Minh; 22.757,81 ha diện tích tự nhiên và 38.356 nhân khẩu (gồm toàn bộ diện tích tự nhiên và nhân khẩu của các xã: Minh Thuận, Vĩnh Hòa, Hoà Chánh) thuộc huyện Vĩnh Thuận.
  1. Huyện U Minh Thượng có 43.270,30 ha diện tích tự nhiên và 68.076 nhân khẩu, có 06 đơn vị hành chính trực thuộc, gồm các xã: Thạnh Yên, Thạnh Yên A, An Minh Bắc, Minh Thuận, Vĩnh Hòa và Hòa Chánh.
  2. Địa giới hành chính huyện U Minh Thượng: Đông giáp huyện Vĩnh Thuận; Tây giáp huyện An Biên, An Minh; Nam giáp tỉnh Cà Mau; Bắc giáp huyện Gò Quao.
2. Thành lập xã Bình Trị thuộc huyện Kiên Lương trên cơ sở điều chỉnh 5.778,99 ha diện tích tự nhiên và 6.600 nhân khẩu của xã Bình An.
  1. Sau khi thành lập xã Bình Trị, xã Bình An còn lại 4.055 ha diện tích tự nhiên và 8.279 nhân khẩu.
3. Thành lập xã Sơn Bình thuộc huyện Hòn Đất trên cơ sở điều chỉnh 3.571,53 ha diện tích tự nhiên và 8.288 nhân khẩu của xã Sơn Kiên.
  1. Sau khi thành lập xã Sơn Bình, xã Sơn Kiên còn lại 5.310,60 ha diện tích tự nhiên và 10.534 nhân khẩu.
4. Thành lập xã Phong Đông thuộc huyện Vĩnh Thuận trên cơ sở điều chỉnh 2.557 ha diện tích tự nhiên và 5.949 nhân khẩu của xã Vĩnh Phong.
  1. Sau khi thành lập xã Phong Đông, xã Vĩnh Phong còn lại 9.224,98 ha diện tích tự nhiên và 13.226 nhân khẩu.
5. Sau khi điều chỉnh địa giới hành chính để thành lập huyện U Minh Thượng và các xã thuộc các huyện Kiên Lương, Hòn Đất, Vĩnh Thuận:
  1. Huyện Vĩnh Thuận có 07 đơn vị hành chính trực thuộc, gồm các xã: Vĩnh Thuận, Vĩnh Bình Bắc, Tân Thuận, Vĩnh Phong, Phong Đông, Vĩnh Bình Nam và thị trấn Vĩnh Thuận.
  2. Huyện An Biên còn lại 40.028,98 ha diện tích tự nhiên và 123.678 nhân khẩu, có 09 đơn vị hành chính trực thuộc, gồm các xã: Nam Thái A, Nam Thái, Tây Yên A, Tây Yên, Hưng Yên, Đông Yên, Nam Yên, Đông Thái và thị trấn Thứ Ba.
  3. Huyện An Minh còn lại 59.055,71 ha diện tích tự nhiên và 120.193 nhân khẩu, có 11 đơn vị hành chính trực thuộc, gồm các xã: Đông Thạnh, Tân Thạnh, Thuận Hòa, Vân Khánh Đông, Vân Khánh Tây, Vân Khánh, Đông Hưng, Đông Hưng A, Đông Hưng B, Đông Hòa và thị trấn Thứ Mười Một.
  4. Tỉnh Kiên Giang có 14 đơn vị hành chính trực thuộc, gồm các huyện: Kiên Lương, Hòn Đất, Giồng Riềng, Gò Quao, Châu Thành, Tân Hiệp, An Biên, An Minh, Vĩnh Thuận, U Minh Thượng, Kiên Hải, Phú Quốc, thị xã Hà Tiên và thành phố Rạch Giá.

### Năm 2009: Nghị quyết 29/NQ-CP
- Nghị quyết 29/NQ-CP[20] ngày 29 tháng 6 năm 2009 của Chính phủ về việc điều chỉnh địa giới hành chính xã, phường, thành lập xã thuộc thị xã Hà Tiên và các huyện Kiên Lương, Giồng Riềng, Tân Hiệp, Vĩnh Thuận; điều chỉnh địa giới hành chính huyện Kiên Lương để thành lập huyện Giang Thành, tỉnh Kiên Giang:

1. Điều chỉnh 1.645,25 ha diện tích tự nhiên và 575 nhân khẩu của xã Phú Mỹ thuộc huyện Kiên Lương về phường Đông Hồ thuộc thị xã Hà Tiên quản lý.
2. Thành lập xã Tân Hòa thuộc huyện Tân Hiệp trên cơ sở điều chỉnh 3.524,87 ha diện tích tự nhiên và 8.566 nhân khẩu của xã Tân Hiệp B.
3. Thành lập xã Thạnh Bình thuộc huyện Giồng Riềng trên cơ sở điều chỉnh 1.918,08 ha diện tích tự nhiên và 7.596 nhân khẩu của xã Thạnh Hòa.
4. Thành lập xã Bình Minh thuộc huyện Vĩnh Thuận trên cơ sở điều chỉnh 3.095,54 ha diện tích tự nhiên và 6.400 nhân khẩu của xã Vĩnh Bình Nam.

- Sau khi điều chỉnh địa giới hành chính xã, phường, thành lập xã thuộc thị xã Hà Tiên và các huyện: Kiên Lương, Tân Hiệp, Giồng Riềng, Vĩnh Thuận:

1. Huyện Tân Hiệp có 41.942,06 ha diện tích tự nhiên và 152.457 nhân khẩu, có 11 đơn vị hành chính trực thuộc, bao gồm các xã: Tân Hiệp A, Tân Hiệp B, Thạnh Đông, Thạnh Đông A, Thạnh Đông B, Thạnh Trị, Tân Thành, Tân An, Tân Hội, Tân Hòa và thị trấn Tân Hiệp.
  1. Xã Tân Hiệp B còn lại 3.374,18 ha diện tích tự nhiên và 11.099 nhân khẩu.
2. Huyện Giồng Riềng có 63.938,84 ha diện tích tự nhiên và 219.690 nhân khẩu, có 19 đơn vị hành chính trực thuộc, bao gồm các xã: Thạnh Hưng, Thạnh Phước, Thạnh Lộc, Thạnh Hòa, Thạnh Bình, Bàn Tân Định, Bàn Thạch, Long Thạnh, Vĩnh Thạnh, Vĩnh Phú, Ngọc Chúc, Ngọc Thành, Ngọc Thuận, Ngọc Hòa, Hòa Thuận, Hòa An, Hòa Hưng, Hòa Lợi và thị trấn Giồng Riềng.
  1. Xã Thạnh Hòa thuộc huyện Giồng Riềng còn lại 2.508,07 ha diện tích tự nhiên và 7.953 nhân khẩu.
3. Huyện Vĩnh Thuận có 39.493,20 ha diện tích tự nhiên và 96.190 nhân khẩu, có 8 đơn vị hành chính trực thuộc, bao gồm các xã: Vĩnh Bình Bắc, Vĩnh Bình Nam, Vĩnh Thuận, Tân Thuận, Vĩnh Phong, Phong Đông, Bình Minh và thị trấn Vĩnh Thuận.
  1. Xã Vĩnh Bình Nam thuộc huyện Vĩnh Thuận còn lại 4.461,36 ha diện tích tự nhiên và 10.953 nhân khẩu.
4. Huyện Kiên Lương còn lại 88.030,40 ha diện tích tự nhiên và 103.660 nhân khẩu, có 13 đơn vị hành chính trực thuộc, bao gồm các xã: Kiên Bình, Hòa Điền, Bình An, Bình Trị, Dương Hòa, Phú Mỹ, Phú Lợi, Tân Khánh Hòa, Vĩnh Điều, Vĩnh Phú, Hòn Nghệ, Sơn Hải và thị trấn Kiên Lương.
  1. Xã Phú Mỹ thuộc huyện Kiên Lương còn lại 8.436,56 ha diện tích tự nhiên và 5.472 nhân khẩu.
5. Thị xã Hà Tiên có 9.890,63 ha diện tích tự nhiên và 44.560 nhân khẩu, có 7 đơn vị hành chính trực thuộc, bao gồm các xã: Mỹ Đức, Tiên Hải, Thuận Yên và các phường: Tô Châu, Đông Hồ, Pháo Đài, Bình San.

- Thành lập huyện Giang Thành

1. Thành lập huyện Giang Thành thuộc tỉnh Kiên Giang trên cơ sở điều chỉnh 40.744,3 ha diện tích tự nhiên và 28.910 nhân khẩu của huyện Kiên Lương (bao gồm toàn bộ diện tích tự nhiên và nhân khẩu của các xã: Phú Mỹ, Phú Lợi, Tân Khánh Hòa, Vĩnh Điều, Vĩnh Phú).
2. Huyện Giang Thành có 40.744,3 ha diện tích tự nhiên và 28.910 nhân khẩu, có 5 đơn vị hành chính trực thuộc, bao gồm các xã: Phú Mỹ, Phú Lợi, Tân Khánh Hòa, Vĩnh Điều, Vĩnh Phú.
3. Địa giới hành chính huyện Giang Thành: Đông giáp huyện Hòn Đất, tỉnh Kiên Giang và tỉnh An Giang; Tây giáp thị xã Hà Tiên và Campuchia; Nam giáp huyện Kiên Lương và thị xã Hà Tiên, tỉnh Kiên Giang; Bắc giáp Campuchia.

- Sau khi điều chỉnh địa giới hành chính để thành lập huyện Giang Thành:

1. Huyện Kiên Lương còn lại 47.286,10 ha diện tích tự nhiên và 74.750 nhân khẩu, có 8 đơn vị hành chính trực thuộc, bao gồm các xã: Dương Hòa, Hòa Điền, Kiên Bình, Bình An, Bình Trị, Sơn Hải, Hòn Nghệ và thị trấn Kiên Lương.

- Tỉnh Kiên Giang có 634.833,32 ha diện tích tự nhiên và 1.726.026 nhân khẩu, có 15 đơn vị hành chính trực thuộc, bao gồm các huyện: Kiên Lương, Hòn Đất, Châu Thành, Tân Hiệp, Giồng Riềng, Gò Quao, An Biên, An Minh, Vĩnh Thuận, U Minh Thượng, Kiên Hải, Phú Quốc, Giang Thành, thị xã Hà Tiên và thành phố Rạch Giá.

### Năm 2018: Nghị quyết 573/NQ-UBTVQH14
- Nghị quyết 573/NQ-UBTVQH14[21] ngày 11 tháng 9 năm 2018 của Ủy ban Thường vụ Quốc hội về việc thành lập phường Mỹ Đức thuộc thị xã Hà Tiên và thành lập thành phố Hà Tiên, tỉnh Kiên Giang:

1. Thành lập phường Mỹ Đức thuộc thị xã Hà Tiên trên cơ sở toàn bộ diện tích tự nhiên và dân số của xã Mỹ Đức.
2. Thành lập thành phố Hà Tiên trên cơ sở toàn bộ diện tích tự nhiên và dân số của thị xã Hà Tiên.

- Sau khi thành lập phường Mỹ Đức thuộc thị xã Hà Tiên và thành lập thành phố Hà Tiên:

1. Phường Mỹ Đức có diện tích tự nhiên 169,6ha diện tích tự nhiên và dân số 9.108 nhân khẩu.
2. Thành phố Hà Tiên có diện tích tự nhiên 169,6ha diện tích tự nhiên và dân số 81.576 nhân khẩu.
3. Tỉnh Kiên Giang có 15 đơn vị hành chính cấp huyện, gồm: Thành phố Rạch Giá, thành phố Hà Tiên và 13 huyện: Kiên Lương, Hòn Đất, Tân Hiệp, Châu Thành, Giồng Riềng, Gò Quao, An Biên, An Minh, Vĩnh Thuận, Phú Quốc, Kiên Hải, U Minh Thượng, Giang Thành; 145 đơn vị hành chính cấp xã, gồm 117 xã, 16 phường và 12 thị trấn.

### Năm 2020: Nghị quyết 1109/NQ-UBTVQH14
- Nghị quyết 1109/NQ-UBTVQH14[22] ngày 09 tháng 12 năm 2020 của Ủy ban Thường vụ Quốc hội về việc thành lập thành phố Phú Quốc thuộc tỉnh Kiên Giang:

1. Thành lập thành phố Phú Quốc trên cơ sở toàn bộ diện tích tự nhiên và dân số của huyện Phú Quốc.
2. Thành lập phường Dương Đông trên cơ sở toàn bộ diện tích tự nhiên và dân số của thị trấn Dương Đông.
3. Thành lập phường An Thới trên cơ sở sáp nhập toàn bộ diện tích tự nhiên và dân số của thị trấn An Thới và xã Hòn Thơm.

- Sau khi thành lập thành phố Phú Quốc:

1. Thành phố Phú Quốc có diện tích tự nhiên 589,23ha diện tích tự nhiên và dân số 146.028 nhân khẩu.
2. Tỉnh Kiên Giang có 15 đơn vị hành chính cấp huyện, gồm: Thành phố Rạch Giá, thành phố Hà Tiên, thành phố Phú Quốc và 12 huyện: Kiên Lương, Hòn Đất, Tân Hiệp, Châu Thành, Giồng Riềng, Gò Quao, An Biên, An Minh, Vĩnh Thuận, Kiên Hải, U Minh Thượng, Giang Thành; 145 đơn vị hành chính cấp xã, gồm 116 xã, 18 phường và 10 thị trấn.

Ngày 24 tháng 10 năm 2024, Ủy ban Thường vụ Quốc hội ban hành Nghị quyết số 1247/NQ-UBTVQH15 về việc sắp xếp đơn vị hành chính cấp xã của tỉnh Kiên Giang giai đoạn 2023 – 2025 (nghị quyết có hiệu lực từ ngày 1 tháng 12 năm 2024). Theo đó:
1. Sắp xếp các đơn vị hành chính cấp xã thuộc thành phố Rạch Giá
- Nhập toàn bộ diện tích tự nhiên là 1,18 km² và quy mô dân số là 15.990 người của phường Vĩnh Bảo vào phường Vĩnh Thanh Vân. Sau khi nhập, phường Vĩnh Thanh Vân có diện tích tự nhiên là 1,99 km² và quy mô dân số là 27.429 người.
- Sau khi sắp xếp, thành phố Rạch Giá có 11 đơn vị hành chính cấp xã, gồm 10 phường và 1 xã.

2. Sau khi sắp xếp các đơn vị hành chính cấp xã, tỉnh Kiên Giang có 15 đơn vị hành chính cấp huyện, gồm 12 huyện và 3 thành phố với 143 đơn vị hành chính cấp xã, gồm 116 xã, 17 phường và 10 thị trấn.
Ngày 12 tháng 6 năm 2025, Quốc hội ban hành Nghị quyết số 202/2025/QH15 về việc sắp xếp đơn vị hành chính cấp tỉnh (nghị quyết có hiệu lực từ ngày 12 tháng 6 năm 2025). Theo đó, sáp nhập tỉnh [[Kiên Giang][ vào tỉnh An Giang.